# خانه‌های بریم شماره ۱۶
خانه‌ شماره ۱۶ بِریم، مربوط به دوره پهلوی دوم که در آبادان، منطقه مسکونی بِریم، پلاک ۱۶ واقع شده است. این ساختمان در تاریخ ۳۰ بهمن ۱۳۸۶ با شمارهٔ ثبت ۲۱۲۰۵ به‌عنوان یکی از آثار ملی ایران به ثبت رسیده است.
هلال بِریم در  منطقه بُوارده جنوبی آبادان یکی از محله‌های قدیمی و دیدنی این شهر است. بُوارده جنوبی به عنوان یکی از مناطق سکونت کارگران و کارکنان شرکت نفت در دهه ۴۰ شمسی توسعه یافت. خانه‌های بِریم  به صورت یک و دو طبقه ویلایی ساخته شد. 
امروزه  این شهرک ویلایی دارای نگهبانی است و تردد شبانه غیر ساکنان در آن ممنوع است. همه‌ی سیم‌کشی‌ها و سیستم‌های خنک‌کننده آن به‌صورت زیرزمینی طراحی شده و خدمات و تعمیرات آن توسط شرکت نفت انجام می‌شود.
نام «بِریم» به‌دلیل قرارگیری این محله در کنار اروندرود، از کلمه انگلیسی «بریم» (Brim) به معنای کناره و لبه گرفته شده است. برخی نیز معتقدند این نام به دلیل رویش خرمای «بریمی» یا به نام صاحِب قبلی آن، «ابوابراهیم» انتخاب شده است.
خانه‌های مناطق بِریم و بُوارده از لحاظ تعداد اتاق تفاوت داشت و از لحاظ شکل ساخت كاملاً شبیه به یکدیگر بود. تمام خانه‌ها دیوار به دیوار هم و هر کدام دارای یک حیاط بودند و توسط یک باغچه کاملاً‌ محصور می‌شدند. پشت خانه هم به کوچه راه‌ داشت. حیاط و باغچه این منازل به تناسب بزرگی آنها بود. در بریم از خانه‌های ۳ تا ۱۵ اتاقه وجود داشت. تخصیص مسکن در آبادان توسط شرکت نفت بر مبنای رتبه و پایه شغلی بود. در بریم از خانه شماره یک تا شش در دو طبقه ساخته شده بودند. این خانه‌ها به رؤسای رده‌ های ارشد شرکت نفت (گروه غیرقابل طبقه‌بندی) (Unclassified) در آبادان تعلق داشت. دیگر خانه‌های بریم یک طبقه بود که معمولاً به کارمندان در رده‌ مدیریت‌های مختلف میانی و پایینی داده می‌شد.